# Miltton
Miltton Oy är ett finländskt företag inom kommunikation, public relation och lobbying med verksamhet i bland annat Finland, Sverige och Estland.  

## Allmänt
Miltton grundades av Mathias Järnström och Jorma Ollila i Helsingfors 2001. Det hälftenägdes 2011–2014 av investmentbolaget Norvestia Oy, men ägs sedan 2014 av Mathias Järnström och en grupp på tio anställda.
Miltton började arbeta inom samhälls- och marknadskommunikation och har över åren utvidgat sitt tjänsteutbud med bland annat public relations, investerarrelationer, företags samhällsansvar (CSR) och managementkonsulttjänster. Det har dotterbolag eller kontor i Sverige, Estland, Bryssel och Washington D.C.
Företaget hade 2016 omkring 200 anställda och 2017 en omsättning på drygt 23 miljoner euro.
Huvudkontoret ligger i den tidigare kontorsbyggnaden för Livförsäkringsbolaget Pohja i Gloet i Helsingfors, vilken ritades av Oiva Kallio och var en av stadens första funkisbyggnader. Under 2019 planerar företaget flytta in i Maskin och Brobyggnads Ab:s tidigare separatorfabrik i Sörnäs i Helsingfors, som ritades av Armas Lindgren och Bertel Liljequist och uppfördes 1916.

### Miltton i Sverige
Miltton har dotterbolagen Miltton Labs, Miltton Purpose (uthållighets- och miljöfrågor) samt House of Friends (marknadsföring) i Sverige.